# Rödstjärtad fnittertrast
Rödstjärtad fnittertrast (Trochalopteron milnei) är en fågel i familjen fnittertrastar som huvudsakligen förekommer i Kina.

## Utseende och läten
Rödstjärtad fnittertrast är en medelstor (26–28 cm) fnittertrast med lysande karmosinrött på vingar och stjärt. Resten av fjäderdräkten är mer färglös med ockragrå under- och ovansida, rostbrun hjässa och svartaktigt ansikte med vita örontäckare. Sången består av klara och högljudda visslingar, till exempel "uuu-weeoo" eller "eeoo-wee".

## Utbredning och systematik
Rödstjärtad fnittertrast delas in i fyra underarter med följande utbredning:
- Trochalopteron milnei sharpei – östra Myanmar till södra Kina (södra Yunnan), nordvästra Thailand och norra Indokina
- Trochalopteron milnei vitryi – södra Laos (Bolavenplatån)
- Trochalopteron milnei sinianum – Guizhou och Guangxi i sydöstra Kina
- Trochalopteron milnei milnei – bergstrakter i nordvästra Fujian i sydöstra Kina

### Släktestillhörighet
Tidigare inkluderas arterna i Trochalopteron i Garrulax, men genetiska studier har visat att de är närmare släkt med exempelvis prakttimalior (Liocichla) och sångtimalior (Leiothrix).

## Levnadssätt
Rödstjärtad fnittertrast hittas i lägre bergstrakter på mellan 610 och 2500 meters höjd, i undervegetation i städsegrön skog, tät ungskog, bambuskog och ormbunkssnår. Den födosöker oftast mellan två och fem meters höjd, i par eller smågrupper med två till fyra fåglar, på jakt efter insekter, bär och frukt. Fågeln häckar mellan april och juni. Den lägger två till tre ägg i en prydlig boskål gjord av bambublad och gräs. Boet placeras upp till en meter ovan mark i en buske.

## Status och hot
Arten har ett stort utbredningsområde och en stor population, men tros minska i antal, dock inte tillräckligt kraftigt för att den ska betraktas som hotad. Internationella naturvårdsunionen IUCN kategoriserar därför arten som livskraftig (LC).

## Namn
Fågelns vetenskapliga artnamn hedrar den franske zoologen Alphonse Milne-Edwards (1835-1900).